# De Bosjes
De Bosjes é uma vila na municipalidade de Buren, na província de Guéldria, nos Países Baixos, e está situada a 11 km ao noroeste de Tiel.